# コルチャグア県
コルチャグア県（スペイン語: Provincia de Colchagua）は、チリ中部にあるリベルタドール・ベルナルド・オイギンス州 (VI) の3つの県のうちの1つである。県都はサン・フェルナンド。北に、カチャポアル県、東にアルゼンチン共和国、南にクリコ県、西にカルデナル・カロ県と接する。

## 地理と人口動態
コルチャグア県の面積は、公式な推計では5,678 km2 (2,192 sq mi)で、2002年国勢調査での人口は196,566人である。県は、チリ中央峡谷を横切って広がっており、伝統的農業やワイン生産が営まれている。主要な川には、ラペル川とその支流のティンギリリカ川がある。
主要都市は、県都のサン・フェルナンド、サンタ・クルス、チンバロンゴ、ナンカグア、パルミージャである。サン・フェルナンドは、総督ホセ・アントニオ・マンソ・ド・ヴェラスコが1742年に設立した都市の1つである。

## 行政
県であるコルチャグアは、第二級行政区画であり、大統領によって任命される知事が政治を行っている。県は、各自治体の市長と議会により政治が行われる、11のコムーナ（スペイン語：comunas）から構成される。
- チェピカ
- チンバロンゴ
- ロロル
- ナンカグア
- パルミージャ
- パラリオ
- プラシージャ
- プマンケ
- レンゴ
- サン・フェルナンド
- サンタ・クルス

## 交通
チリ国鉄（EFE）のサンティアゴから南へ向かう鉄道は、サン・フェルナンドに停車する。この路線はかつて、パルミージャから海岸のピチレムへ走る支線が存在した。これは現在廃止されているが、最近、1区間で観光向けに再開した。
よりローカルなメトロトレンは、サンティアゴとサン・フェルナンドの間にあるほとんどの町で停車する。この2都市間には、列車が頻繁に発着している。
パンアメリカンハイウェイは、サン・フェルナンドの町の東側を通る。

## 本県に因むもの
- コルチャグア (小惑星) - 発見者が本県サン・フェルナンド出身であることから、本県にちなんで命名された[4]。